# Геохімічні процеси
Геохімічні процеси (англ. geochemical processes, нім. geochemische Vorgänge m pl) – природні хімічні процеси, що відбуваються в надрах Землі та на її поверхні, спричиняють міграцію елементів і зміни хімічного складу гірських порід та мінералів. 
Внаслідок Г.п. утворюються гірські породи й мінерали. Г.п. найбільш вивчені в літосфері, гідросфері і ниж. шарах атмосфери, менше – у верх. мантії Землі, а про поведінку хім. елементів в ниж. мантії і земному ядрі є тільки гіпотези. Виділяють такі групи геохімічних процесів: гіпогенні (пов’язані з внутрішніми джерелами енергії), гіпергенні (поверхневі процеси, джерелом яких є головним чином сонячна енергія) і техногенні (зумовлені господарською діяльністю людини). За іншою класифікацією в залежності від форми міграції хімічних елементів розрізняють механіні., фізико-хімічні, біогеохімічні і техногенні геохімічні процеси і їх поєднання. 

## Механічні геохімічні процеси
Механічні - річкова ерозія, дефляція, площинний змив і утворення делювію, морська абразія, механічна седиментація тощо. З механіч. Г.п. пов'язане утворення розсипів золота, платини, алмазів і інш. 

## Фізико-хімічні геохімічні процеси
Фізико-хімічні геохімічні процеси дуже різноманітні - магматичні, гідротермальні, метаморфічні, гіпергенні. Магматичні протікають в силікатних розплавах (магмі) у глибоких частинах земної кори і верх. мантії, на земній поверхні і дні океану (при вулканіч. виверженнях). Гідротермальні геохімічні процеси - нижче поясу холодних підземних вод до глибини 8 км. З ними пов'язане формування різноманітних гідротермальних рудних родов. - осн. джерел міді, свинцю, цинку, срібла, ртуті, стибію, молібдену, вольфраму і ін. металів, а також нерудної сировини (магнезиту, хризотил-азбесту тощо). Метаморфічні геохімічні процеси - зміна магматичних і осадових г.п. в земних глибинах під впливом високих т-р і тиску, частково розчинів і флюїдів. При цьому відбувається розпад первинних і утворення вторинних мінералів. У результаті метаморфічних Г.п. глини перетворюються в кристалічні сланці, вапняки – в мармури, кислі вивержені породи – в ґнейси і т.д. Гіпергенні геохімічні процеси, як правило, пов'язані з діяльністю живих організмів, тобто носять біогеохім. характер. Менш поширені геохімічні процеси, в яких діяльність живих організмів неістотна або відсутня, - галогенез, кріогенез тощо. 

## Біогеохімічні процеси
Біогеохімічні процеси характерні для біосфери і зумовлені діяльністю організмів. Сукупність живих організмів (жива речовина - за В.І.Вернадським) - гол. геохім. сила земної поверхні. У результаті біогеохім. процесів формуються ґрунти, кори вивітрювання, частково континентальні відклади, хім. склад поверхневих, ґрунтових і неглибоких підземних вод. З ними пов'язане утворення родов. торфу, вугілля, горючих сланців, можливо також нафти і газу. Біогеохім. процеси грали важливу роль в утворенні деяких родов. типу мідянистих та ураноносних пісковиків, розсипів, формуванні геохім. аномалій. 

## Техногенні геохімічні процеси
Техногенні геохімічні процеси зумовлені госп. діяльністю і охоплюють всю ноосферу. Включають в себе і механічні, фіз.-хім., і біогеохім. явища, однак їх природа специфічна. Приклад техногенних Г.п. - отримання Al та інш. металів у вільному вигляді, синтез речовин, невідомих у природі, виробництво радіоактивних ізотопів. Аномалії, пов’язані з техногенними Г.п., можна розділити на глобальні (підвищення вмісту СО2 в атмосфері), регіональні і локальні. Вони приводять до утворення техногенних ґрунтів, кір вивітрювання, водоносних горизонтів, ландшафтів тощо.

## ХРОНОЛОГІЯ ГЕОХІМІЧНИХ ПРОЦЕСІВ
В системі природних геохім. процесів Ферсман (1934) розрізняє такі тимчасові підрозділи (від більш великих до більш дрібних): геохімічні стадії, цикли, етапи, фази. З ін. позицій виділяються геохім. епохи, відповідні металогенічним.